# 유광 (악망효후)
유광(劉光, ? ~ ?)은 전한 후기의 제후로, 교동대왕의 아들이다.

## 행적
지절 4년(기원전 66년), 악망후(樂望侯)에 봉해졌다.
시호를 효라 하였고, 아들 유림이 작위를 이었다.

## 출전
- 반고, 《한서》 권15하 왕자후표 下

| 선대 (첫 봉건) | 전한의 악망후 기원전 66년 2월 갑인일 ~ ? | 후대 아들 악망희후 유림 |